# 예배방해죄
예배방해죄는 대한민국 형법상 범죄(신앙에 관한 죄)이다. 특정한 신념을 가진 사람의 종교생활의 평온과 종교감정을 그 보호법익으로 하며 예배 중이거나 예배와 시간적으로 밀접불가분의 관계에 있는 준비단계에서 이를 방해하는 경우에만 성립한다.

## 조문
대한민국 형법 158조  “장례식•제사•예배 또는 설교를 방해한 자는 3년 이하의 징역 또는 500만 원 이하의 벌금에 처한다.”

## 판례
- 예배방해죄는 예배 중이거나 예배와 시간적으로 밀접불가분의 관계에 있는 준비단계에서 이를 방해하는 경우에만 성립한다.[2]
- 이와 같이 장기간 예배당 건물의 출입을 통제한 위 행위는 교인들의 예배 내지 그와 밀접불가분의 관계에 있는 준비단계를 계속하여 방해한 것으로 볼 수 없어 예배방해죄가 성립하지 않는다.[3]
- 2019년 서울역 광장에서 천막으로 사방을 가로 막고 출입문만 열어둔 상태에서 주일  예배를 하던 '빛과소금교회' 담임목사 한모씨가 밖에서 피켓을 들고 큰 소리로 떠들던 사람을 남대문경찰서에 예배방해와 모욕죄로 고소한 사건에서 유죄를 인정했다.[4]

## 참고 문헌
- 교회 내에서 일어난 형사 문제① - 예배방해죄 [233호 가이사의 법정에서⑦] [233호] 2010년 2월 24일

## 같이 보기
- 대한민국 형법 제158조